# Machuca

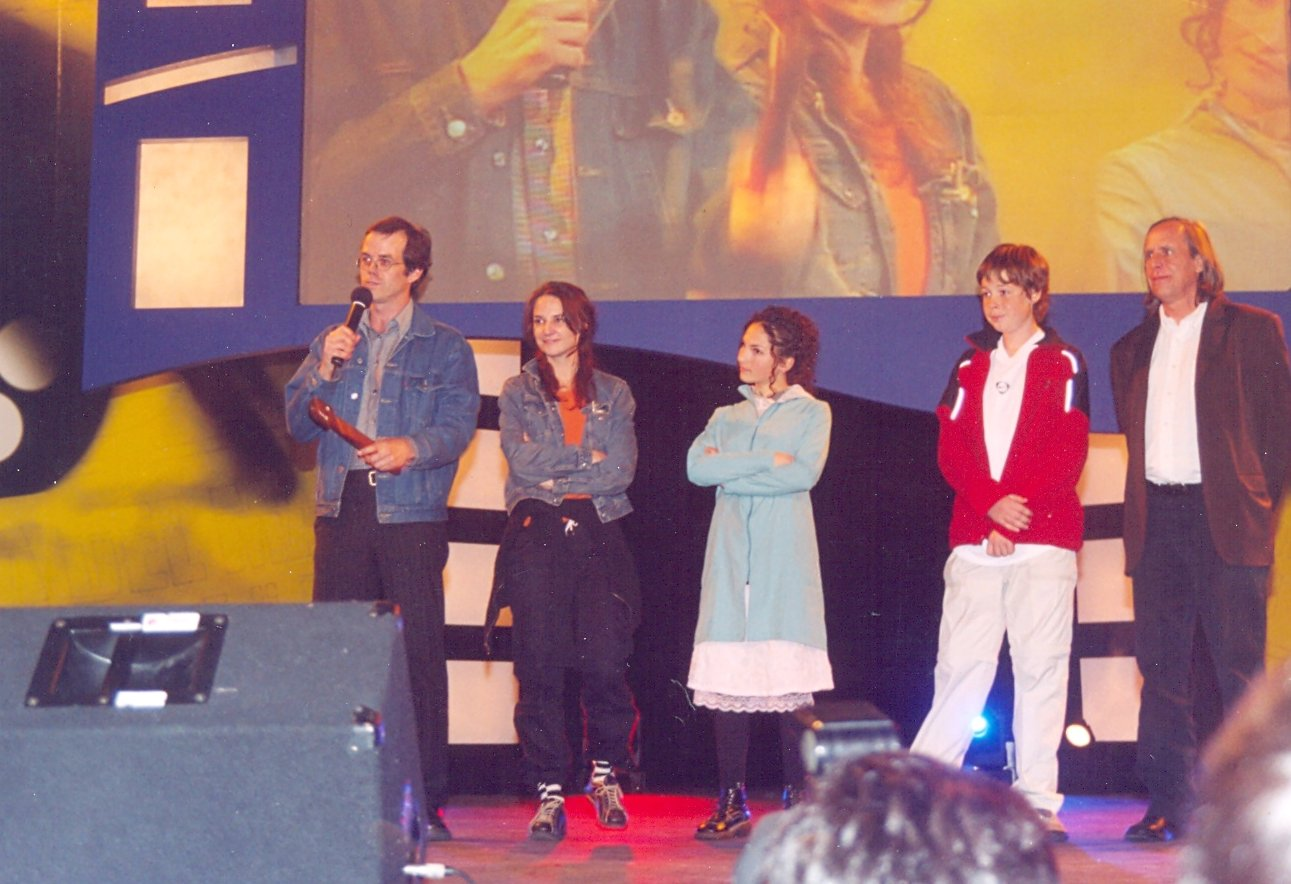
Makers van Machuca bij de première

Machuca is een Chileense film uit 2004, van Andrés Wood. De hoofdrolspelers zijn Ariel Mateluna, Matías Quer, Manuela Martelli, Ernesto Malbran en Aline Küppenheim.
In Chili werd de film een kassucces, daarbuiten is hij minder bekend gebleven.

## Verhaal
In 1970 wordt voor het eerst in Latijns-Amerika op democratische wijze een socialistische president gekozen. Op een elitaire jongensschool voert het schoolhoofd, pater McEnroe, een sociaal project uit waardoor de rijke Gonzalo Infante bevriend raakt met de arme Pedro Machuca. De staatsgreep van Pinochet verandert de onderlinge verhoudingen. Uiteindelijk weet Gonzalo zich uit een razzia in de sloppenwijk van Pedro te redden door zich voor te staan op zijn goede afkomst, daarmee zijn nieuwe vriend verloochenend.
Het verhaal speelt zich in Santiago, tijdens de laatste dagen van de socialistische regering van Salvador Allende. De vriendschap tussen de twee jongens voltrekt zich in een periode waarin de lagere klassen in Chili hoopten op verbetering van hun leefomstandigheden, terwijl de burgers in de hogere klassen vreesden hun privileges te verliezen. Wood pretendeert geen beschrijving van de Chileense geschiedenis in die periode te geven, maar gebruikt deze roerige periode als achtergrond voor zijn verhaal. Daardoor is de film soms verwarrend voor kijkers die de Chileense context in 1973 niet goed kennen.

## Rolverdeling
| Acteur                 | Personage       | Opmerkingen          |
| ---------------------- | --------------- | -------------------- |
| Hoofdrollen            |                 |                      |
| Matías Quer            | Gonzalo Infante |                      |
| Ariel Mateluna         | Pedro Machuca   |                      |
| Manuela Martelli       | Silvana         |                      |
| Ernesto Malbran        | pater McEnroe   |                      |
| Andrea García-Huidobro | Isabel Infante  | Gonzalo’s oudere zus |

## Achtergrond
Het sociale project op de school van Gonzalo is geïnspireerd op een project dat daadwerkelijk plaatsvond op Saint George’s College: een katholieke particuliere school in Santiago waar Wood zelf in 1983 zijn eindexamen deed. In 1973 leidde Pater Whelan op die school een aantal sociale experimenten, gebaseerd bevrijdingstheologie, tot verontwaardiging van een groot aantal welgestelde ouders van de leerlingen. Een van deze projecten (het toelaten van enkele beursleerlingen uit de arme wijken) wordt beschreven in de film.

## Prijzen
- 2004: Gouden precolumbiaanse cirkel in het filmfestival van Bogota
- 2004: Georges Delerue Prijs bij het  Internationaal Filmfestival van Vlaanderen
- 2005: Goya voor beste Spaanstalige buitenlandse film.

## Trivia
Machuca heeft enkele autobiografische kenmerken; regisseur Andrés Wood heeft ervaringen uit zijn eigen jeugd in de film verwerkt.